# 6928 Lanna
6928 Lanna (1994 TM3) là một tiểu hành tinh vành đai chính được phát hiện ngày 11 tháng 10 năm 1994 bởi M. Tichy ở Klet.